# Balvraid (Glenelg)

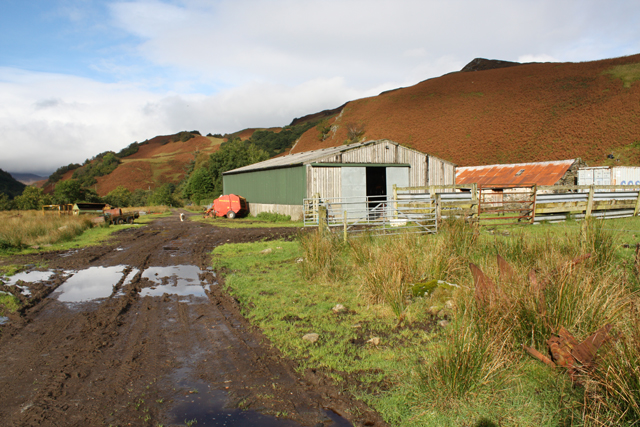
Bauernhof von Balvraid

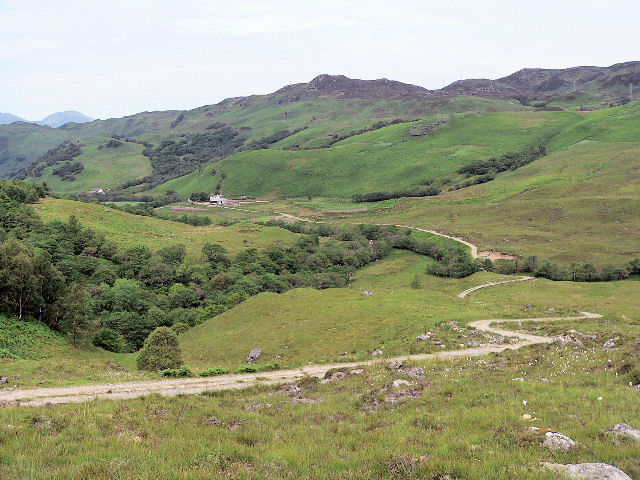
Weg nach Balvraid

Balvraid ist eine Ortschaft, die westlich von Inverness in der Region Highland im Norden von Schottland liegt. Im Rahmen der historischen Gliederung Schottlands in Civil Parishes zählt es zu Glenelg, das zu Inverness-shire gehörte.

## Geographie
Balvraid liegt im Tal Gleann Beag am nördlichen, rechten Ufer des Abhainn a' Ghlinne Bhig. Das Umfeld ist ländlich, der Ort umfasst einen einzelnen Bauernhof und hat keine hervorgehobene Bedeutung. In der näheren Umgebung sind eine Reihe vorzeitlicher Funde gemacht worden. Hierzu gehören ein Dun und ein Chambered Cairn.

## Verkehr
Verkehrstechnisch zu erreichen ist Balvraid über eine dort endende Nebenstraße, die südlich von Glenelg vom übergeordneten Netz in südöstlicher Richtung abzweigt.